# Universidad de Radiodifusión de Irán
La Universidad de Radiodifusión de Irán (en persa: دانشگاه صدا و سیما) es una universidad pública, en la ciudad de Teherán, la capital del país asiático de Irán. Está afiliada al organismo de radiodifusión de la República Islámica de Irán y también tiene campus en Qom  y en Dubái. El primer nombre de la institución fue el Centro de Formación Técnica, que fue cambiado posteriormente a la Universidad de IRIB. En 1982 el diploma de producción fue promovido a los grados de licenciatura y en 1995 y 1996 se añadieron la ingeniería y la técnica de producción de cine.